# Mike Krieger
Pour les articles homonymes, voir Krieger.
Michel « Mike » Krieger, né le 4 mars 1986, est un entrepreneur et ingénieur en informatique brésilien connu pour avoir cofondé Instagram avec Kevin Systrom.
Né à São Paulo, Krieger part en Californie en 2004 pour entrer à l'Université Stanford. À Stanford, où il étudie les systèmes symboliques, il rencontre Kevin Systrom, avec qui il fonde Instagram en 2010. Il effectue les mises à jour d'Instagram pendant les 3 premières années, jusqu'à 20 fois par jour.

## Vie personnelle
Krieger est né à São Paulo au Brésil, et pendant son enfance il voyage beaucoup avec son père et vit au Portugal, en Argentine et aux États-Unis. Il devient alors multilingue.
Lorsqu'il était enfant, Krieger n'avait pas beaucoup d'amis. Sa passion pour l'informatique commence quand son père lui achète un clone de l’IBM PC avec un jeu en QBasic. Rapidement, Krieger commence à altérer le jeu en changeant le code. Il passe donc la plupart de son temps libre à la maison étudiant les différentes langues de programmation. Quand il avait seulement treize ans, il ouvre avec un ami une entreprise de web design, mais faute de capacité en marketing, ils ont très vite failli.
En 2010 Krieger rencontre sa future fiancée Kaitlyn Trigger, avec un cours de guitare. Guitare que Krieger lui a offert. Ils se sont fiancés en décembre 2014 et mariés en octobre 2015. Ils vivent maintenant à San Francisco.

## Études
En 2004 il décide de déménager du Brésil aux États-Unis. Au départ il voulait devenir journaliste, mais a très vite changé d'avis quand il a été accepté à Stanford. Il a choisi les systèmes symboliques – un diplôme très influent dans le monde de la technologie (parmi les étudiants fameux qui ont obtenu le même diplôme on peut mentionner Marissa Mayer de Yahoo et Reid Hoffmann de Linkedin). Krieger décrit ses études comme un diplôme interdisciplinaire qui mélange la psychologie, la philosophie, la cognition, l'intelligence artificielle et l'informatique. Cette formation a pour but de décrire les interactions entre un être humain et un ordinateur, ou comment les hommes répondent aux machines. Ses connaissances se reflètent dans le design d'Instagram.
Krieger a aussi profité du Mayfield Technology Ventures Program à Stanford. C'est un programme qui offre à douze étudiants sélectionnés l’opportunité de développer des compétences nécessaires pour créer et gérer des entreprises basées sur les technologies. C'est une accumulation de cours, de mentorat, de réseau et d'un stage payant dans une start-up de la Silicon Valley.

## Problèmes d'embauche en tant qu'immigrant
Après ses études il trouve du travail aux États-Unis à Meebo. Il pouvait y travailler au début grâce à un visa d'étudiant (F-1). En 2009, l'entreprise l'aide dans le complexe processus d'obtention d'un visa de travail et il reçoit ledit visa pour les professionnels très qualifiés (H-1B).
Quand il voulait quitter Meebo et travailler avec Kevin Systrom, le transfert de visa vers la nouvelle compagnie a été un problème significatif. Krieger a attendu trois mois pour qu'une décision soit prise et Systrom a du embaucher un avocat afin d'aider à la préparation des documents. Il a finalement réussi à avoir l'accord en avril 2010.
Il parle du problème d'embauche des immigrants en 2012, lors d'une visite à la Maison-Blanche chez Michelle Obama. Il a critiqué le système actuel, car le nombre de visas n’est pas suffisant et ceux-ci sont attribués par tirage au sort. Il est maintenant en possession de la carte verte.

## Instagram
En 2010, Krieger travaille pour Meebo. À son Coffee Bar favori (un café de Porto Hill à San Francisco), il rencontre souvent Kevin Systrom. Tous deux se connaissaient déjà de l'université, mais c'est à cette période-là qu'une amitié commence réellement à se développer. Ils commencent à échanger des idées et Systrom réussi à convaincre Krieger de devenir le cofondateur de son application appelé Burbn. Il s'agit d'une application similaire à Foursquare, qui permet de faire des check-ins et d'échanger des photos. Systrom dit avoir besoin de quelqu'un ayant plus de compétences techniques que lui pour développer son projet. Ensemble, ils décident de ne garder que le côté partage de photos du prototype pour ensuite créer Instagram.

## Philanthropie
En avril 2015, Krieger a annoncé un partenariat avec l'évaleteur d'organismes de bienfaisance GiveWell. Les fonds sont utilisés pour les opérations, avec 90% alloués aux subventions identifiées et recommandées par l' Open Philanthropie Projet. Kaitlyn, dans un blogue à propos de ce partenariat, explique la vision philanthropique du couple :
Nous croyons que tout le monde mérite une vie libre, dynamique et productive. Pour appuyer cette vision, nous identifions et encourageons les idées avant-gardistes, et nous aidons les solutions qui fonctionnent. Pour créer des changements durables, nous sommes attachés aux pensées de niveau systémique et à une analyse rigoureuse. Nous préconisons la collaboration et la transparence afin d'impliquer une communauté plus large et d'augmenter notre influence.
Le couple a offert la somme de 750 000 dollars d'aide.
En décembre 2015 Krieger et Kaitlyn Trigger fondent Future Justice Fund, qui se concentre sur la reforme de la justice aux États-Unis (dans le but de diminuer les taux d’incarcération) et la sécurité économique (pour diminuer la pauvreté). Pour l'instant cet organisme de bienfaisance est en développement et va s'activer en 2017.
Kaitlyn Trigger a également annoncé qu'avec Krieger ils souhaitaient soutenir l'art et l'éducation dans leur ville et donc ils se sont rapprochés des institutions de la Bay Area de San Francisco comme le SFMOMA(Musée d'art moderne de San Francisco), la SFJAZZ(salle de concert) ou le Little Opera (organisation qui offre une éducation périscolaire musicale).

## Livres
Krieger a été le sujet du livre « O Clique de 1 Bilhão de Dólares » (« Le Clic pour un milliard des dollars ») écrit par un journaliste brésilien Filipe Vilicic.